# Simulium deagostinii
Simulium deagostinii es una especie de insecto del género Simulium, familia Simuliidae, orden Diptera.
Fue descrita científicamente por Coscaron & Wygodzinsky, 1962.